# 索斯諾夫卡湖
50°49′52″N 15°42′08″E / 50.83111°N 15.70222°E

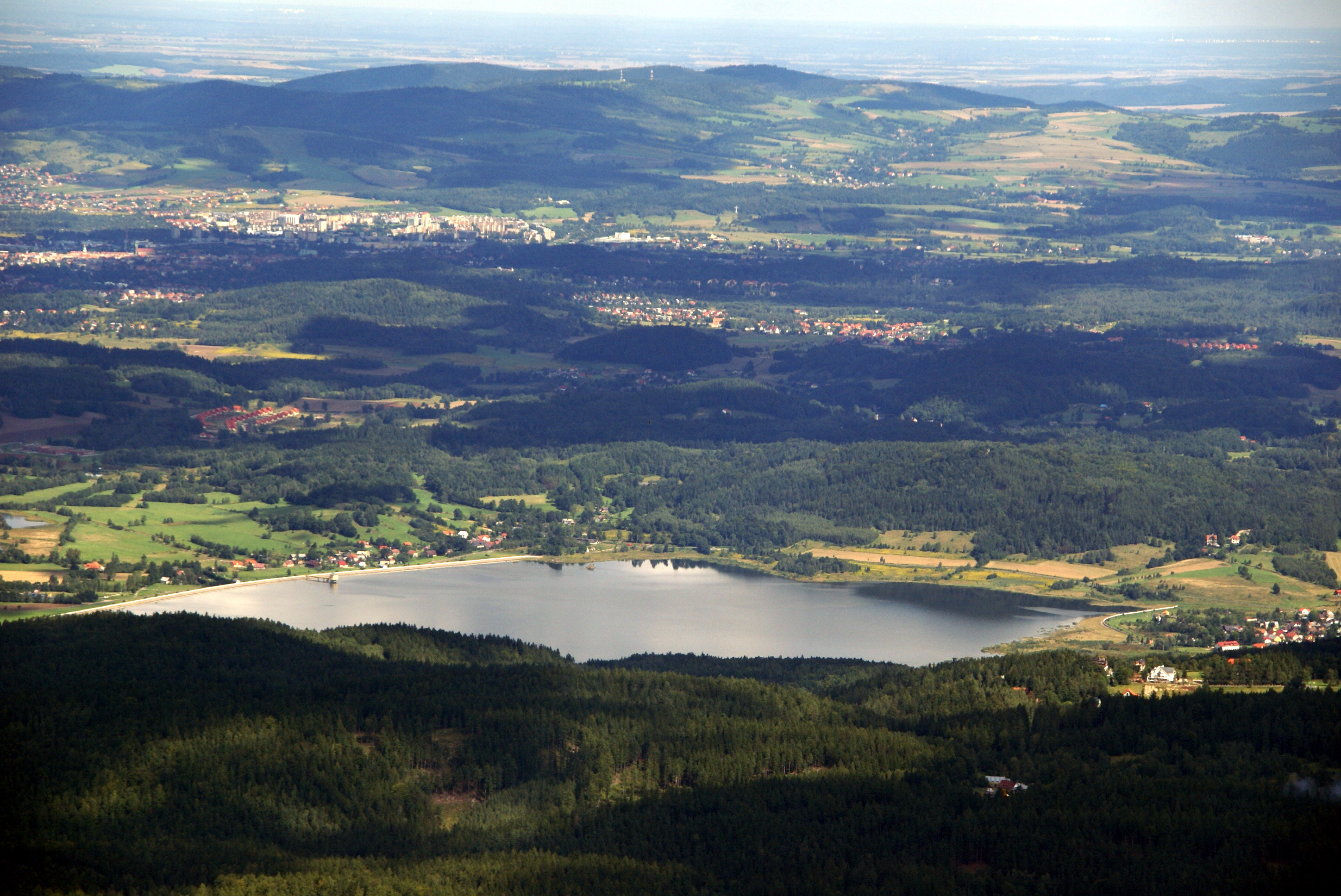

索斯諾夫卡湖是波蘭的人工水庫，位於該國西南部下西里西亞省，主壩全長1.5公里，落成於2001年，面積1.7平方公里，蓄水量1,400萬立方米。